# Potamonautes amalerensis
Potamonautes amalerensis is een krabbensoort uit de familie van de Potamonautidae. De wetenschappelijke naam van de soort is voor het eerst geldig gepubliceerd in 1935 door Rathbun.